# Fiziologija dinosaura
Fiziologija dinosaura povijesno je bila kontroverzna tema, posebno što se tiče termoregulacije. Nedavno su otkriveni mnogi novi dokazi o fiziološkim procesima u dinosaura, ne samo u vezi s metaboličkim sustavom i termoregulacijom nego i dišnim i krvožilnim sustavom.
Tijekom ranog perioda paleontologije dinosaura u širokim se krugovima smatralo da su oni bili tromi, glomazni i hladnokrvni gušteri. Međutim, otkrićem mnogo kompletnijih skeleta na zapadu Sjedinjenim Američkim Državama, počevši od 1870-ih godina, znanstvenici su mogli napraviti bolje interpretacije biologije i fiziologije dinosaura. Edward Drinker Cope, konkurent Othniela Charlesa Marsha u "Ratovima kostiju", istaknuo je da su barem neki dinosauri bili aktivni i pokretljivi, što se može vidjeti na slici dva "Laelapsa" u borbi; ta je slika stvorena pod direkcijom Charlesa R. Knighta. Usporedno, razvoj Darwinove evolucije, kao i otkriće Archaeopteryxa i Compsognathusa, naveo je Thomasa Henryja Huxleya na pretpostavku da su dinosauri bili u bliskom srodstvu s pticama. Unatoč ovakvom razmatranju, slika se dinosaura kao velikih gmazova ukorijenila i većina su se aspekata njihove paleobiologije tumačila kao tipično gmazovska, sve do prve polovice dvadesetog stoljeća. Počevši od 1960-ih godina i nastupanjem "renesanse dinosaura", pogled na dinosaure i njihovu fiziologiju počeo se drastično mijenjati, na osnovi otkrića pernatih dinosaura u Kini. Prema tom novom pogledu, ptice su evoluirale od vrlo pokretljivih dinosaura maniraptora.

## Povijest izučavanja

### Rane interpretacije dinosaura: od 1820-ih do ranih 1900-ih
Izučavanje dinosaura počelo je tijekom 1820-ih u Engleskoj. Pioniri na ovom polju, poput Williama Bucklanda, Gideona Mantella i Richarda Owena, za prve su, vrlo nepotpune ostatke, smatrali da su pripadali velikim četveronožnim zvijerima. Jedni od njihovih prvih radova mogu se vidjeti u Kristalnoj palači. Dinosauri koje su oni konstruirali tijekom 1950-ih predstavljaju dinosaure kao guštere slične slonovima. Unatoč gmazolikom izgledu, Owen je pretpostavljao da su srca i dišni sustavi dinosaura bili sličniji onima sisavaca nego onima gmazova.

### Promjena pogleda na dinosaure i "renesansa"
Međutim, tijekom kasnih 1960-ih pogled na dinosaure počeo se mijenjati, počevši s radom Johna Ostroma na Deinonychusu i evoluciji ptica. Njegov student Bob Bakker popularizirao je promjenu mišljenja u više radova, počevši s radom Superiornost dinosaura (1968. godine). U tim se objavama zalagao za to da su dinosauri bili toplokrvne i aktivne životinje. U većini je radova Bakker uokvirio svoje argumente kao nove dokaze, što je dovelo do oživljavanja ideja koje su bile popularne krajem 19. stoljeća. U ovom periodu počinje takozvana "renesansa dinosaura", koja i danas traje. Bakker je koristio razne anatomske i statističke argumente kako bi obranio svoju tvrdnju, a o njegovoj su metodologiji znanstvenici vatreno debatirali.
Ove su debate pokrenule zanimanje za nove metode utvrđivanja ponašanja izumrlih životinja, kao što je histologija kostiju pomoću koje su utvrđene stope rasta mnogih dinosaura.
Danas se uglavnom smatra da su mnogi ili možda svi dinosauri imali višu metaboličku stopu od današnjih gmazova, ali situacija je i kompleksnija i raznolikija nego što je to Bakker smatrao. Na primjer, dok su maleni dinosauri možda zaista bili toplokrvni, oni veći mogli su biti inercijalni homeotermi, a mnogi su pak možda bili na prijelazu između toplokrvnosti i hladnokrvnosti.

## Ishrana i probava
Prvi su dinosauri gotovo sigurno bili grabežljivci i imali zajedničke osobine (specifične za grabežljivce) sa svojim najbližim srodnicima, poput Lagosuchusa; neke su od tih osobina relativno veliki, zakrivljeni i oštri zubi u velikim čeljustima koje su se mogle jako otvoriti i zatvoriti, kao škare. Imali su relativno malene abdomene, jer mesožderi ne trebaju velike probavne sustave. Poslije su dinosauri grabežljivci postali mnogo veći, ali su u osnovi imali iste osobine. Umjesto da je žvaču, ovi su grabežljivci gutali cijelu hranu.
Ishrana ornitomimosaura i oviraptosaura je nepoznata: iako su evoluirali od teropoda (koji su bili grabežljivci), imali su malene čeljusti i nisu imali oštre zube tipičnih grabežljivaca, ali nema dokaza o njihovoj ishrani niti kako su jeli i probavljali hranu.
Osobine ostalih grupa dinosaura upućuju na to da su bili biljožderi: čeljusti su im se mogle malo otvoriti i zatvarale su se kao rolete, pa su im se zubi susretali u isto vrijeme; abdomeni su im bili veliki kako bi primili veliku količinu vegetacije koju su jeli i kako bi skladištili ovu hranu na duže vrijeme (jer biljna hrana zahtijeva dužu probavu od mesa). Ovi veliki probavni sustavi možda su i sadržavali endosimbiotične mikroorganizme koji mogu probaviti celulozu, jer je nijedan poznati živi organizam ne može izravno probaviti.
Sauropodi, koji su bili biljožderi, nisu žvakali hranu jer su im zubi i čeljusti bili prilagođeni samo za skidanje lišća s biljaka. Ornithischia, također biljožderi, pokazuju više pristupa obradi hrane. Oklopljeni ankilosauridi i stegosauri imali su malene glave, slabe čeljusti i zube i smatra se da su se hranili slično kao sauropodi. Pahicefalosauri su imali malene glave i slabe čeljusti i zube, ali po njihovom kratkom probavnom sustavu može se zaključiti da su se drugačije hranili, možda voćem, sjemenjem ili izdancima, koji su bili hranjiviji od lišća.
S druge strane, ornitopodi poput Hypsilophodona, Iguanodona i razni drugi ornitomimosauri imali su kljunove za otkidanje vegetacije te čeljusti i zube dobro prilagođene žvakanju. Ceratopsi su imali slične mehanizme.
Često se smatra da su barem neki dinosauri gutali kamenje (gastrolite), kako bi potpomogli probavu meljenjem hrane u svojim mišićavim želucima; tu osobinu, ako su je imali, dijelili su s pticama. Oliver Wings je 2007. godine u znanstvenoj literaturi pregledao navodne pronalaske gastrolita i naišao je na znatan broj zabuna, počevši od nedostatka dogovorene i objektivne definicije gastrolita. On je otkrio da progutano čvrsto kamenje i šljunak mogu pomoći u probavi kod ptica koje se hrane žitaricama, ali nije neophodno. Također je otkrio i da se obično ptice koje se hrane kukcima ljeti i sjemenjem zimi u ljeto riješe kamenčića i šljunka. Za gastrolite se često smatralo da su bili važni za sauropode, jer je vegetacija kojom su se oni hranili zahtijevala vrlo temeljitu probavu, ali Wings je zaključio da je ova ideja bila netočna: gastroliti su bili pronađeni samo kod malog broja fosila sauropoda; ondje gdje su nađeni, njihova je količina bila premalena i u većini je slučajeva kamenje bilo premekano da bi bilo efikasno za mljevenje hrane; većina je ovih gastrolita vrlo uglačana, ali gastroliti koje koriste današnje životinje ogrubjeli su trošenjem i korodirali zbog želučane kiseline; stoga su "gastroliti" kod sauropoda vjerojatno bili slučajno progutani. S druge strane, on je zaključio da su gastroliti nađeni kod naprednih teropoda poput Sinornithomimusa i Caudipteryxa isti kao kod ptica, i da se korištenje gastrolita možda pojavilo rano kod grupe dinosaura od koje su potekli navedeni dinosauri i same ptice.

## Razmnožavanje
Kada trebaju snijeti jaja, ženke nekih vrsta ptica dobiju poseban tip kosti u stražnjim udovima, između tvrde vanjske kosti i koštane srži. Ova kost, bogata kalcijem, služi za stvaranje ljuske jajeta, a ptice koje ju dobiju pojedu je nakon što snesu jaja. Ova je kost pronađena kod fosila teropoda Tyrannosaurusa i Allosaurusa i ornitopoda Tenontosaurusa.
Budući da se linija dinosaura u koju spadaju Allosaurus i Tyrannosaurus u evoluciji dinosaura vrlo rano odvojila od linije kojoj pripada Tenontosaurus, prisustvo ove kosti u obje grupe upućuje na to da dinosauri uglavnom jesu stvarali ovo tkivo. S druge strane, krokodili, drugi najbliži srodnici dinosaura nakon ptica, ne stvaraju navedenu kost. Ovo se tkivo možda prvi put pojavilo kod kladusa Ornithodira, jedne trijasne grupe arhosaura od kojih se smatra da su dinosauri evoluirali.
Medularna je kost pronađena kod neodraslih primjeraka, što pokazuje da su dinosauri dostizali spolnu zrelost prije nego što bi dostigli punu veličinu. Spolna zrelost u adolescentnoj dobi također se može naći kod gmazova i kod sisavaca srednje do velike veličine, ali ptice i maleni sisavci dostižu spolnu zrelost samo nakon što dostignu punu veličinu - što se dešava u njihovoj prvoj godini. Rana spolna zrelost također se povezuje sa specifičnim osobinama životnih ciklusa životinja: mladi se kote relativno dobro razvijeni, a stopa je smrtnosti među odraslima visoka.

## Dišni sustav

#### Zračne vreće
Od 1870-ih godina pa nadalje znanstvenici su se uglavnom slagali da su postkranijalni skeleti mnogih dinosaura sadržavali mnoge zračne vreće, posebno u kralješcima. Dugo vremena ove su se šupljine jednostavno smatrale sredstvima za smanjenje težine, ali Bakker je predložio da su to bile zračne vreće kao one kod ptica, i koje čine dišni sustav ptica najefikasnijim na svijetu.
John Ruben et al. (1997., 1999., 2003., 2004.) osporili su ovo i predložili da su dinosauri imali "plimni" dišni sustav (unutra i vani), koji je pokretao mehanizam jetrenoga klipa, kao kod krokodila: mišići pričvršćeni za preponsku kost povlače jetru unazad, što uzrokuje širenje pluća i uvlačenje zraka; kada se mišići opuste, pluća se vraćaju u prijašnje stanje i oblik te životinja izdiše. Oni također kažu da je ovo razlog za sumnju u podrijetlo ptica od dinosaura.
Kritičari su tvrdili da bi, bez zračnih vreća kao kod ptica, neznatna poboljšanja krvožilnog i dišnog sustava današnjih gmazova omogućila gmazu da postigne 50% do 70% dotoka kisika sisavca slične veličine i da nedostatak zračnih vreća ne bi zaustavio razvoj endotermije. Rijetko je tko opovrgnuo u znanstvenim člancima tvrdnje Rubena i njegovih suradnika da dinosauri nisu mogli imati zračne vreće; no u jednom se članku ističe da je fosil Sinosauropteryxa, na kojem su bazirali većinu argumenata, bio veoma sravnjen i tako nije bilo moguće razlučiti je li jetra bila pravog oblika da bi bila dio mehanizma jetrenog klipa. Neka nedavna istraživanja jednostavno navode, bez daljnjih komentara, da su Ruben et al. protiv prisustva zračnih vreća kod dinosaura.
Istraživači su predstavili dokaze i argumente za zračne vreće kod sauropoda, prosauropoda, Coeluridae, Ceratosauria i teropoda Aerosteona i Coelophysiss.
U naprednih sauropoda ("neosauropoda") kralješci zadnjeg dijela leđa i kuka pokazuju znakove zračnih vreća. Kod ranih sauropoda samo su vratni kralješci imali ovu osobinu. Ako je razvojni slijed kod embrija ptica vodič, zračne su vreće zapravo evoluirale prije kanala u skeletu u kojima se one nalaze u kasnijim oblicima.
Dokazi zračnih vreća pronađeni su i kod teropoda. Istraživanja upućuju na to da fosili Coeluridae, Ceratosauria,  i teropoda Coelophysisa i Aerosteona dokazuju postojanje zračnih vreća. Coelophysis iz kasnog trijasa jedan je od najranijih dinosaura čiji fosili dokazuju kanale za zračne vreće. Aerosteon, kasnokredski alosaur, imao je pticama najsličnije zračne vreće dosada otkrivene.
Rani sauropodomorfi, uključujući i tradicionalno zvane "prosauropode", možda su također imali zračne vreće. Iako su moguća pneumatska uvlačenja pronađena kod Plateosaurusa i Thecodontosaurusa, ta su uvlačenja vrlo malena. Jedno istraživanje iz 2007. godine zaključilo je da su prosauropodi vjerojatno imali abdominalne i cervikalne zračne vreće, prema dokazima za to kod sestrinskog taksona (teropodi i sauropodi). Istraživanjem se zaključilo da je nemoguće odrediti jesu li prosauropodi imali pluća slična pticama; međutim, zračne su vreće gotovo sigurno bile prisutne kod dinosaura.
Dosada nisu pronađeni dokazi za zračne vreće kod Ornithischia. No ovo ne znači da ti dinosauri nisu imali metaboličku stopu koja se može usporediti s onom u sisavaca, jer sisavci također nemaju zračne vreće.
Predložena su tri objašnjenja za razvoj zračnih vreća kod dinosaura:
- Povećanje dišnog kapaciteta. Ovo je vjerojatno najčešća hipoteza i dobro se uklapa s idejom da su mnogi dinosauri imali prilično visoku metaboličku stopu.
- Poboljšanje ravnoteže i pokretljivosti postavljanjem centra gravitacije niže i smanjenjem efekta rotacijske inercije. Međutim, ovo ne objašnjava veliku količinu zračnih vreća kod četveronožnih sauropoda.
- Mehanizam za hlađenje. Izgleda da su pera i zračne vreće nastale u otprilike isto vrijeme kod koelurosaura. Ako je perje zadržavalo toplinu, njihovi bi vlasnici trebali nešto pomoću čega bi je otpuštali. Ova je ideja moguća, no potrebno je još empirijskih dokaza.

Kalkulacije zapremine raznih dijelova dišnog sustava sauropoda Apatosaurusa podržavaju ideju zračnih vreća kao kod ptica u sauropoda:
- Pretpostavljajući da Apatosaurus, kao i ptice i krokodili, nije imao ošit, zapremina praznog prostora 30-tonskog primjerka bi bila oko 184 litre. Ovo je ukupna zapremina usta, dušnika i zračnih cijevi. Ako životinja izdiše manje od ovoga, ustajali zrak se ne izbacuje i uvlači se nazad u pluća tijekom sljedećeg udisaja.
- Procjene njegove zapremine pluća - količina udahnutog ili izdahnutog zraka u jednom dahu - ovise o tipu dišnog sustava koji je životinja imala: 904 litara ako je bio kao kod ptica; 225 litara ako je bio kao kod sisavaca; 19 litara ako je bio kao kod gmazova.

Na osnovu ovoga, Apatosaurus nije mogao imati gmazovski dišni sustav, zato što bi zapremina pluća bila manja od zapremine praznog prostora, pa se ustajali zrak ne bi izbacivao, već bi ostajao u plućima. Također, dišni sustav sisavaca bi omogućavao plućima samo oko 225 − 184 = 41 litara svježeg, oksidovanog zraka u svakom udisaju. Apatosaurus je tako morao imati bilo sustav nepoznat ljudima ili onaj kao kod ptica, s više zračnih vreća kroz koje prolazi zrak. Nadalje, sustav kao kod ptica bi zahtijevao samo zapreminu pluća od oko 600 litara, dok bi sustav kao kod sisavaca zahtijevao oko 2950 litara, što bi prelazilo procijenjenih 1700 litara mogućeg prostora prsa kod 30-tonskog Apatosaurusa′.
Dišni sustavi dinosaura sa zračnim vrećama su možda mogli održavati viši nivo aktivnosti nego kod sisavaca slične veličine i građe. Uz omogućavanje vrlo efikasnog opskrbljivanja kisikom, brzi protok zraka bi bio efektivan mehanizam za hlađenje, što je vrlo važno za životinje koje su aktivne ali prevelike da bi se riješile sve nepotrebne topline kroz kožu.

#### Processus uncinatus
Ptice na zadnjem dijelu rebara imaju kukice po imenu Processus uncinatus i one daju prsnim mišićima bolju potporu kada se prsa šire dok ptica udiše. Veličina ovih kukica je povezana s načinom života ptice: kraće su kod ptica koje hodaju, a najduže kod ptica koje rone, jer one moraju brzo nadopuniti rezerve kisika kada izrone. Maniraptori su također imali ove kukice i one su proporcionalno bile iste dužine kao i kod današnjih ptica koje rone, što je činjenica koja ukazuje na to da su maniraptori trebali veliku opskrbu kisikom.
Ploče koje su možda funkcionirale na isti način kao i Processus uncinatus su zabilježene kod fosila Thescelosaurusa (pripadnika Ornithischia) i navedene su kao dokaz visoke konzumacije kisika i time vioke metaboličke stope.

#### Nosne školjke
Nosne školjke su uvijene strukture od tanke kosti u nosnoj šupljini. U većine sisavaca i ptica one postoje i prekrivene su sluzokožom koja vrši dvije funkcije: poboljšava osjet njuha povećavanjem područja dostupnog za absorbiranje zračnih kemikalija; uz to zagrijava i vlaži udahnuti zrak i vadi vlagu i toplinu iz izdahnutog zraka, kako bi se spriječilo isušivanje pluća.
Ruben et al. su argumentirali u nekoliko objava da:
- Nosne školjke nisu bile pronađene kod dinosaura (istraga se fokusirala na pripadnike Coelurosauria)
- Svi dinosauri koje su pregledali su imali premalene i prekratke nosne šupljine za nosne školjke.
- Stoga dinosauri nisu mogli imati stopu disanja za stopu metabolizma sisavaca ili ptica dok su se odmarali, jer bi im se pluća isušila.

Međutim, bilo je primjedbi na ove argumente:
- Nosne školjke su odsutne ili vrlo malene kod nekih ptica (npr. nojevke, bubnjavke i sokolovke) i sisavaca (npr. kitovi, mravojedi, šišmiši, slonovi i većina primata),[40][41][42][43] iako su ove životinje u potpunosti endotermne i u nekim slučajevima veoma aktivne.
- Druga istraživanja zaključuju da su nosne šupljine dinosaura bile dovoljno velike i široke za nosne školjke ili slične mehanizme za izbjegavanje isušivanja pluća.[44]
- Nosne školjke su osjetljive i rijetko se fosiliziraju. Posebno nisu bile pronađene kod fosilnih ptica.

## Krvožilni sustav
U principu se moglo očekivati da su dinosauri imali dvodijelnu cirkulaciju kojom je upravljalo četverodijelno srce, jer bi mnogi trebali visok krvni pritisak kako bi krv došla do njihovih glava, koje su bile visoko iznad tla, ali pluća kralježnjaka mogu tolerirati samo vrlo nizak krvni pritisak. Godine 2000. opisan je skelet Thescelosaurusa i navedeno je da su i četverodijelno srce i aorta ostali očuvani. Autori su naveli da struktura srca navodi na višu stopu metabolizma kod Thescelosaurusa, a ne gmazovsku hladnokrvnost. Njihovi zaključci su bili disputirani; drugi istraživači su objavili jedan rad u kojem tvrde da je srce zapravo mineralni "cement". Naveli su: anatomija koja je bila dana za taj predmet je netočna, na primjer navodna "aorta" je najuža tamo gdje se susreće sa "srcem" i nedostaju joj arterije koje se granaju iz nje; "srce" jednim dijelom guta jedno rebro i na nekim mjestima ima unutrašnju strukturu od koncentričnih slojeva; postoji još jedno očvrsnuće iza desne noge. Originalni autori su branili svoj položaj; složili su se da se u prsima nalazilo očvrsnuće, ali oko mišićavijih dijelova srca i aorte i tako ih je očuvalo.
Bez obzira na to je li taj predmet stijena ili zaista srce, možda će imati malo relevantnosti na unutrašnju anatomiju i metaboličku stopu dinosaura. I današnji krokodili i ptice, najbliži živući srodnici dinosaura, imaju četverodijelno srce, iako malo drugačije kod krokodila, i dinosauri su ga vjerojatno također imali. Međutim, takva srca ne moraju biti povezana s metaboličkom stopom.

## Rast i životni ciklus
Nijedno pronađeno jaje dinosaura nije bilo veće od košarkaške lopte, a embriji velikih dinosaura, poput Maiasaura, bili su pronađeni u relativno malenim jajima. Poput sisavaca, dinosauri su prestajali rasti kada bi dostigli tipičnu veličinu odraslih svoje vrste, dok odrasli gmazovi nastavljaju polako rasti ako imaju dovoljno hrane. Dinosauri svih veličina su rasli brže od današnjih gmazova slične veličine; ali rezultati poređenja s toplokrvnim sisavcima slične veličine ovise o njihovoj veličini:
| Težina (kg)  | Komparativna stopa rasta kod dinosaura                                                            | Današnje životinje slične veličine      |
| ------------ | ------------------------------------------------------------------------------------------------- | --------------------------------------- |
| 0,22         | Sporije od tobolčara                                                                              | Štakor                                  |
| 1 - 20       | Slično tobolčarima, sporije od ptica potrkušaca (onih ptica koje mogu trčati odmah nakon rođenja) | Od zamorca do andskog kondora           |
| 100 - 1000   | Brže od tobolčara, slično pticama potrkušcima, sporije od viših sisavaca                          | Od crvenog klokana do polarnog medvjeda |
| 1500 – 3500  | Slično većini viših sisavaca                                                                      | Od američkog bizona do nosoroga         |
| 25000 i više | Vrlo brzo, slično današnjim kitovima; ali oko pola stope rasta kod ptica čučavica iste veličine   | Kitovi                                  |

Tyrannosaurus rex je pokazivao veliko povećanje rasta u "tinejdžerskom dobu":
- ½ tone s deset godina
- vrlo brz rast do oko dvije tone u periodu srednje tinejdžerske dobi (oko ½ tone godišnje).
- zanemariv rast nakon drugog desetljeća starosti.

Izučavanje skeleta hadrosaura Hypacrosaurusa iz 2008. godine je pokazalo da je ovaj dinosaur rastao još i brže i dostizao svoju punu veličinu s oko 15 godina; glavni dokaz za to je bio broj i dužina prstenova rasta na kostima ("prstenova" koji pokazuju koliko je kost narasla u određenom periodu). Autori su saznali da je ovo ostajalo nepromjenjivo prema teoriji životnog ciklusa koja kaže da vrste koje su plijen rastu brže od grabežljivaca kako bi nadoknadile veliki broj mladunaca stradalih zbog grabežljivaca, ako ima dovoljno hrane koja podržava brz rast.
Izgleda da su induvidualni dinosauri živjeli prilično kratko, npr. najstariji tiranosaur dosada pronađen je imao 28 godina kada je umro, a najstariji sauropod je imao 38 godina. Grabežljivci su vjerojatno bili krivi za visoku stopu smrtnosti vrlo mladih dinosaura, a kompeticija za pravo na parenje je bila kriva za visoku stopu smrtnosti odraslih dinosaura.

## Metabolizam
Znanstveno mišljenje o načinu života, metabolizmu i regulaciji temperature dinosaura je variralo tijekom vremena od otkrića dinosaura sredinom 19-og stoljeća. Znanstvenici su se neslagali u tome da li su dinosauri uopće bili u stanju regulirati svoju tjelesnu temperaturu. Nedavno je "toplokrvnost dinosaura" (tj. aktivan način života i relativno konstantna tjelesna temperatura) postala prihvaćenija i debata se fokusirala na mehanizme regulacije temperature i koliko je metabolička stopa dinosaura bila slična onoj kod sisavaca i ptica.

### O čemu se vodi debata
"Toplokrvnost" je kompleksan i prilično neodređen pojam, zato što u nju spadaju neke ili sve navedene vrste tarmoregulacije:
- Homeotermija, tj. održavanje relativno konstantne tjelesne temperature. Današnji endotermi održavaju različite unutrašnje temperature: 28 °C do 30 °C kod jednootvornih sisavaca i ljenjivaca; 33 °C do 36 °C kod tobolčara; 36 °C do 38 °C kod većine viših sisavaca; i oko 41 °C kod ptica.[33]
- Tahimetabolizam, tj. održavanje visoke metaboličke stope, posebno tijekom odmaranja. Za ovo je potrebna prilično visoka i stabilna tjelesna temperatura, jer: biokemijski procesi se odvijaju upola sporije kada se temperatura životinje spusti ispod 10 °C; većina enzima ima optimalnu temperaturu rada i njihova efikasnost brzo pada izvan granice tog optimuma.[56]
- Endotermija, tj. mogućnost stvaranja vlastite topline, naprimjer sagorijevanjem masnoća, bilo kroz odmaranje ili aktivnost mišića. Iako je endotermija u principu najpouzdaniji način održavanja relativno konstantne temperature, skupa je; današnji sisavci, na primjer, trebaju 10 do 13 puta više hrane od današnjih gmazova.[33]

Veliki dinosauri su možda također održavali unutrašnju temperaturu inercijalnom homeotermijom. Toplinski kapacitet tako velikih životinja je bio toliko visok da bi trebalo dva dana ili više da im se temperatura značajno promijeni, a ovo bi ublažavalo varijacije koje izazivaju dnevni temperaturni ciklusi. Ovaj efekat ublažavanja je bio promatran kod velikih kornjača i krokodila, ali Plateosaurus, koji je težio oko 700 kg, je možda bio najmanji dinosaur kod kojeg bi homeotermija bila efikasna. Inercijalna homeotermija nije bila moguća za malene vrste ili za mlade većih vrsta. Fermentiranje vegetacije u stomacima velikih biljoždera također može stvoriti dosta topline, ali ova metoda održavanja visoke i stabilne temperature nije bila moguća za mesoždere, malene biljoždere ili mlade velikih biljoždera.
Budući da su unutrašnji mehanizmi izumrlih bića nepoznati, većina diskusija se fokusira na homeotermiju i tahimetabolizam.
Procjenjivanje metaboličkih stopa komplikuju razlike između te stope dok je životinja aktivna i dok se odmara. Kod svih današnjih gmazova i većine sisavaca i ptica, maksimalna stopa tijekom cjelodnevne aktivnosti je 10 do 20 puta viša od minimalne metaboličke stope tijekom odmora. Međutim, kod nekoliko sisavaca ove stope se razlikuju za faktor od 70. Teoretski bi bilo moguće za kopnenog kralježnjaka da ima gmazovsku metaboličku stopu tijekom odmaranja i stopu sličnu onoj kod ptica dok je aktivan. Međutim, životinja s takvom stopom ne bi mogla brzo rasti. Ogromni biljožderi sauropodi su se možda cijelo vrijeme kretali, konstantno u potrazi za hranom, da bi njihova potrošnja energije bila slična našoj, bez obzira na to da li su im metaboličke stope bile niske ili visoke.

### Metaboličke mogućnosti
Glavne mogućnosti su:
- da su dinosauri bili hladnokrvni, kao današnji gmazovi, osim toga što bi veličina mnogih stabilizirala njihovu tjelesnu temperaturu.
- da su bili toplokrvni, kao današnji sisavci i ptice, a ne kao gmazovi.
- da nisu bili ni toplokrvni ni hladnokrvni, već da su imali metabolizam različit i na neki način osrednji između hladnokrvnosti i toplokrvnosti.
- da su kod nekih vrsta postojala dva ili više tipova metabolizma.

Dinosauri su postojali oko 150 milijuna godina, tako da je vrlo moguće da su različite grupe razvile različite metabolizme i načine termoregulacije i da su neki razvili različitu fiziologiju od prvih dinosaura.
Ako su svi ili neki dinosauri imali prelazne metabolizme, možda su imali sljedeće osobine:
- Nisku metaboličku stopu odmora, koja bi mogla smanjiti količinu hrane potrebne za preživljavanje i dopustiti da se više nje iskoristi za rast nego kod životinja s visokom metaboličkom stopom odmora.
- Inercijalnu homeotermiju
- Mogućnost kontroliranja gubitka topline širenjem i skupljanjem krvnih sudova tik ispod kože, kao što to rade današnji gmazovi.
- Dvodijelna cirkulacija kojom upravlja četverodijelnog srca.
- Visok kapacitet pluća, što omogućava kontinuiranu aktivnost.

Robert Reid je predložio da bi se takve životinje mogla smatrati "neuspjelim endotermima". On je razmatrao i dinosaure i trijaske pretke sisavaca kako su prolazili kroz fazu s ovim osobinama. Sisavci su bili primoreni postati manji kako su arhosauri počeli dominirati ekološkim nišama za srednje do velike životinje. Njihovo smanjenje veličine ih je učinilo ranjivijima gubitku topline zato što im se povećavao odnos površina naprema masi, i time su morali povećati stvaranje unutarnje topline i na taj način su postali potpuno endotermni. S druge strane, dinosauri su postali srednje velike i velike životinje i tako su mogli održavati srednji tip metabolizma.

### Struktura kostiju
Armand de Ricqlès je otkrio Haversove kanale u kostima dinosaura i tvrdio je da je to bio dokaz endotermije kod dinosaura. Ovi kanali su česti kod "toplokrvnih" životinja i povezuju se s brzim rastom i aktivnim načinom života zato što pomažu u recikliranju kostiju kako bi podržali brz rast i popravljanje štete nastale stresom ili povredama. Bakker je tvrdio da je prisustvo fibrolamelarne kosti (koja se brzo stvara i ima končast, isprepleten izgled) kod fosila dinosaura dokaz endotermije.
Međutim, kao rezultat drugih, većinom kasnijih istraživanja, struktura kosti se ne smatra dobrim pokazateljem metabolizma dinosaura, sisavaca ili gmazova:
- Kosti dinosaura često imaju prstenove rasta, koje stvaraju naizmjenični periodi brzog i sporog rasta; zapravo, u mnogim istraživanjima se broji broj prstenova kako bi se odredila starost dinosaura.[51][52] Formiranje prstenova rasta obično potiču sezonske promjene temperature, a ovaj sezonski uticaj se ponekada smatrao kao znak sporog metabolizma i aktotermije. Ali prstenovi rasta se mogu naći i kod polarnih medvjeda i sisavaca koji hiberniraju.[60][61]
- Fibrolamelarne kosti su česte kod mladih krokodila i ponekada se mogu naći kod odraslih.[62][63]
- Haversijeva kost je pronađena kod kornjača i krokodila,[64] ali često ne postoji kod malenih ptica, šišmiša, rovki i glodara.[63]

Unatoč tome, de Ricqlès je ustrajao s izučavanjima strukture kostiju dinosaura i arhosaura. Sredinom 2008. godine koautorirao je jedan rad u kojem su se ispitali primjerci kostiju raznih arhosaura, uključujući i rane dinosaure, i u kojem je zaključeno da:
- su čak i najraniji arhosauri možda bili u stanju brzo rasti, što ukazuje na to da su imali prilično visoku metaboličku stopu. Iako je izvlačenje zaključaka o najranijim arhosaurima iz kasnijih oblika teško, zato što su varijacije zavisne od vrsta u koštanoj strukuri i stopi rasta vrlo vjerojatne, postoje strategije istraživanja koje mogu minimizirati rizik koje takvi faktori mogu izazvati u analizi.
- da su se arhosauri podijelili u tri glavne grupe u trijasu: ornitodire, od kojih su evoluirali dinosauri, su zadržali brz rast; preci krokodila su prešli na tipičniji "gmazovski" spori rast; i većina drugih trijaskih arhosaura je imala osrednje stope rasta.

### Stopa rasta
Dinosauri su relativno brzo rasli od malenih jaja do težine od nekoliko tona. Prirodna interpretacija ovoga je da su dinosauri vrlo brzo pretvarali hranu u tjelesnu težinu, za što je potreban vrlo brz metabolizam, za aktivno traženje i brzo asimiliranje hrane.
Međutim, jedna preliminarna istraga o vezi između veličine odraslih, stope rasta i temperature tijela, zaključila je da su veći dinosauri imali višu tjelesnu temperaturu od manjih; na primjer, za Apatosaurusa, najvećeg poznatog dinosaura, se procjenjuje da je imao tjelesnu temperaturu koja je prelazila 41 °C, a za manje dinosaure je procijenjeno oko 25 °C – za poređenje, normalna tjelesna temperatura čovjeka je oko 37 °C. Prema ovim procjenama, istraga je zaključila da su veliki dinosauri bili inercijalni homeotermi (njihovu temperaturu je stabilizirala njihova veličina) i da su dinosauri bili ektotermi (hladnokrvni, jer nisu stvarali toliko topline kao sisavci dok se nisu kretali ili probavljali hranu). Ovi rezultati su u skladu s vezom između veličine i stope rasta dinosaura (opisane iznad).

### Stopa izotopa kisika u kostima
Stopa izotopa 16O i 18O u kostima ovisi o temperaturi na kojoj se kost formirala - što je viša temperatura, više je 16O. Barrick i Showers (1999.) analizirali su stopu izotopa kod dva teropoda koji su živjeli u umjerenim područjima svijeta sa sezonskom varijacijom temperature; u pitanju su Tyrannosaurus (SAD) i Giganotosaurus (Argentina):
- leđni kralješci oba dinosaura nisu imali znakove sezonske varijacije, što pokazuje da su oba dinosaura održavala konstantnu unutrašnju temperaturu unatoč sezonskim varijacijama u temperaturi zraka.
- rebra i nožne kosti obadvojice su pokazivale veću vrijabilnost u temperaturi i nižu prosječnu temperaturu što je mjesto bilo dalje od kralješnice.

Barrick i Showers su zaključili da su oba dinosaura bili endotermni, ali s nižom metaboličkom stopom nego današnji sisavci, i da je inercijalna homeotermija bila važan dio regulacije temperature kod odraslih. Njihova slična analiza nekih kasnokredskih pticokukih dinosaura iz 1996. je dovela do sličnog rezultata.
Međutim, ovaj pogled je bio osporavan. Dokaz ukazuje na homeotermiju, ali sam po sebi ne može dokazati endotermiju. Dalje, stvaranje kostiju možda nije bilo kontinuirano na mjestima blizu ekstermiteta - kod skeleta alosaura linije obustavljenog rasta su rijetka ili ih nema, ali su česte na prstima. Iako nema apsolutnog dokaza da su ove linije bile vezane za temperaturu, možda su označavale vrijeme kada su ekstermiteti bili toliko hladni da su kosti prestale rasti. Ako je tako, podaci o stopi izotopa bi bili neoptpuni, posebno za vremena kada su ekstermiteti bili najhladniji. Stope izotopa kisika su možda nepouzdana metoda za procjenjivanje temperature ako se ne može pokazati da je kost jednako rasla u svim svojim dijelovima.

### Stopa grabežljivaca i plijena
Bakker je matrao da:
- su hladnokrvni grabežljivci trebali mnogo manje hrane od toplokrvnih, pa bi dana masa plijena mogla podržavati mnogo više hladnokrvnih nego toplokrvnih grabežljivaca.
- odnos totalne mase grabežljivaca naprema masi plijena u zajednicama dinosaura je bio mnogo sličniji onom kod zajednica današnjih i nedavno izumrlih toplokrvnih životinja, nego onom kod zajednica nedavno izumrlih i fosilnih hladnokrvnih životinja.
- time bi dinosauri grabežljivci bili toplokrvni. A jer su prvi dinosauri (npr. Staurikosaurus, Herrerasaurus) bili grabežljivci, svi dinosauri su morali biti toplokrvni.

Ovaj argument je na više polja bio kritiziran i više se ne uzima ozbiljno (sljedeća lista kritika je daleko od iscrpne):
- Procjene o težini dinosaura mnogo variraju, a čak i malena varijacija može napraviti veliku razliku u izračunatoj stopi grabežljivaca i plijena.
- Njegovi primjeri možda nisu bili reprezentativni. Bakker je dobio svoj rezultat brojanjem muzejskih primjeraka, ali oni obično više skupljaju rijetke ili neobično dobro očuvane primjerke i ne predstavljaju cijela nalazišta. Čak i fosilna nalazišta ne moraju točno predstavljati pravu populaciju; na primjer manje i mlađe životinje nemaju glomazne kosti i tako je manje vjerojatno da će ostati očuvane.
- Nema objavljenih stopa grabežljivaca naprema plijenu za velike ektotermne grabežljivce, jer su takvi grabežljivci vrlo rijetki i uglavnom se pojavljuju na vrlo malenim otocima. Veliki ektotermni biljožderi su isto tako rijetki. Bakker je bio prinuđen da usporedi stopu grabežljivaca naprema plijenu kod sisavaca s tom stopom kod riba i beskralježnjaka, čija je dužina života mnogo kraća i druge razlike također izoblikuju stopu grabežljivaca i plijena.
- Zamisao pretpostavlja da populaciju grabežljivaca ograničava samo količina dostupnog plijena. Međutim, drugi faktori poput nedostatka gnijezdilišta, kanibalizma ili ubijanje od strane ostalih grabežljivaca mogu zadržati populaciju grabežljivaca ispod granice koju nameće biomasa plijena; ovo bi snizilo stopu grabežljivaca naprema plijenu.
- Ekološki faktori mogu netočno smanjiti stopu grabežljivaca naprema plijenu, na primjer: jedan grabežljivac može loviti samo neku vrstu plijena; bolesti, paraziti i izgladnjelost mogu ubiti neke biljoždere umjesto da ih grabežljivac ulovi.
- Vrlo je teško precizno odrediti tko lovi koga. Na primjer, mlade biljoždere mogu loviti gušteri i zmije, dok sisavci love odrasle. Obrnuto, mladi mnogih grabežljivaca su većinom živjeli na beskralježnjacima i s vremenom bi prešli na kralježnjake.

### Pozicija i hod
Udovi dinosaura su bili uspravni i nalazili su se ispod tijela, a ne sa strane kao kod guštera i daždevnjaka. Dokazi za ovo su uglovi površine zglobova i lokacije vezivanja mišića i tetiva za kosti. Pokušaji da se dinosaure predstavi s odmaknutim udovima završavaju s bićima koja imaju kukove, koljena, ramena i zglobove na krivim mjestima.
"Carrierovo ograničenje" navodi da kralježnjaci koji dišu i imaju dva plućna krila i pokreću tijela ustranu tijekom hoda vrlo teško dišu dok se kreću. Ovo jako ograničava njihovu izdržljivost i tjera ih da troše više vremena na odmaranje nego na kretanje.
Odmaknuti udovi zahtijevaju savijanje ustranu tijekom kretanja (osim kod kornjača, koje su vrlo spore i čiji oklop drži njihova tijela ukočenim). Ali unatoč Carrierovom ograničenju, odmaknuti udovi su efikasni za bića koja provode većinu vremena odmarajući se na stomaku i pokrećući se samo nekoliko sekundi odjednom, zato što ovakva pozicija omogućava minimalno trošenje energije za lijeganje i dizanje.
Pravi udovi povećavaju količinu potrebne energije za dizanje i lijeganje, ali izbjegavaju Carrierovo ograničenje. Ovo pokazuje da su dinosauri bili aktivne životinje zato što bi prirodna selekcija pogodovala zadržavanju odmaknutih udova da su dinosauri bili spori i provodili većinu vremena odmarajući se. Aktivan način života zahtijeva metabolizam koji brzo nedopunjava energiju i raščlanjuje otpadne produkte koji izazivaju umor, tj. zahtijeva prilično brz metabolizam i znatan nivo toplokrvnosti.
I Bakker i Ostrom su istakli da su svi dinosauri imali prave zadnje udove i da su svi četveronožni dinosauri, osim ceratopsa i ankilosaura, imali prave prednje udove; i da među živućim vrstama samo toplokrvni sisavci i ptice imaju prave udove (Ostrom je dao na znanje da je povremeni "visoki hod" krokodila jedini izuzetak). Bakker je tvrdio da je ovo jasan dokaz endotermije (toplokrvnosti) kod dinosaura, dok je Ostrom smatrao da je to uvjerljivo, ali ne zaključno.
Jedno istraživanje iz 2009. godine je podržalo hipotezu da je endotermija bila česta barem kod većih dinosaura i da je nasljedna za sve dinosaure, na osnovi načina hodanja.

### Perje
Nema sumnje da su mnogi teropodi imali perje, uključujući i Shuvuuiau, Sinosauropteryxa i Dilonga (rani tiranosaurid). Smatra se da je služilo za inzulaciju i time je ono dokaz toplokrvnosti.
Ali otisci perja su pronađeni samo kod pripadnika Coeluridae (u koje spadaju i preci ptica i preci tiranosaurida) i tako nam trenutno perje ne daje informacije o metabolizmu drugih većih grupa dinosaura, npr. Coelophysidae, Ceratosauria, Carnosauria, Sauropoda ili Ornithischia.
Zapravo, fosilizirana koža Carnotaurusa (jednog abelisaurida koji nisu bili pripadnici Coeluridae) pokazuje gmazoliku kože bez perja s redovima kvrga. Ali odrasli Carnotaurus je težio oko jedne tone, a sisavci ove veličine i veći imaju ili vrlo kratke dlake ili golu kožu, pa nam možda koža Carnotaurusa ništa ne govori o tome da li su manji teropodi koji ne spadaju u Coeluridae imali perje.
Otisci kože Pelorosaurusa i drugih sauropoda (ogromnih dinosaura s dugim vratom) otkrivaju velike šestougaone krljušti, a neki sauropodi, poput Saltasaurusa, su imali koštane ploče na koži. Koža ceratopsa se sastojala od velikih višeugaonih krljušti, ponekada s raštrkanim kružnim pločama. "Mumificirani" ostaci i otisci kože hadrosaurida otkrivaju krljušti nalik na kamenčiće. Teško je da su ankilosauridi, poput Euoplocephalusa, imali insulaciju, jer je većina njihove kože bila pokrivena koštanim kuglicama i pločama. Isto tako, ne postoje dokazi insulacije kod stegosaura.

### Polarni dinosauri
Fosili dinosaura su bili pronađeni u regijama koje su u njihovo doba bile blizu polovima, ponajprije na jugoistoku Australije, na Antarktiku i u regiji North Slope na Aljaski. Ne postoje dokazi za promjenu ugla nagnutosti Zemlje, pa su se polarni dinosauri i ostatak ekosistema morali prilagoditi istim ekstremnim varijacijama dužine dana kroz godinu, koje se i danas dešavaju na sličnim geografskim širinama (u ljeto cijeli dan može biti bez noći, a u zimu cijeli dan bez svjetlosti).
Izučavanja fosilizirane vegetacije pokazuju da je North Slope na Aljaski imao maksimalnu temperaturu od 13 °C i minimalnu temperaturu od 2 °C do 8 °C u posljednjih 35 milijuna godina perioda krede (malo hladnije od Portlanda, Oregon, ali i malo toplije od Calgaryja, Alberta). Pa ipak, u North Slopeu nisu pronađeni fosili velikih hladnokrvnih životinja poput guštera i krokodila, koji su u isto vrijeme bili česti u Alberti, Montani i u Wyomingu. Ovo nagovještava da su barem neki dinosauri bili toplokrvni. Predloženo je da su sjevernoamerički polarni dinosauri možda migrirali do toplijih regija kako se zima približavala, a da su na Aljaski živjeli tijekom ljeta čak iako su bili hladnokrvni. Međutim, za putovanje do Montane i nazad bi bilo potrebno više energije nego što jedan hladnokrvni kralježnjak stvori tijekom cijele godine;drugim riječima, dinosauri s Aljaske su morali biti toplokrvni bez obzira na to jesi li migrirali ili ostajali gdje jesu tijekom zime. Jedan članak iz 2008. godine o migraciji dinosaura, koji su napisali Phil R. Bell i Eric Snively, predlaže da je većina polarnih dinosaura, uključujući teropode, sauropode, ankilosaure i hipsilofodonte, vjerojatno prezimljavala; međutim, hadrosauridi poput Edmontosaurusa su vjerojatno mogli godišnje preći 2600 km.
Teže je odrediti klimu jugoistočne Australije: na ovim nalazištima postoje dokazi permafrosta, pukotina u ledu i brežuljkastog tla stvorenog pomjeranjem podzemnog leda, što navodi na to da je prosječna godišnja temperatura varirala između -6 °C i 5 °C; istraživanja izotopa kisika u ovim nalazima su dali prosječnu godišnju temperaturu od 1,5 °C do 2,5 °C. Međutim, raznolikost fosilne vegetacije i veličina fosilnog drveća prelazi ono što se danas nalazi u sličnim hladnim staništima, i nitko nije uspio objasniti kako bi takva vegetacija preživjela hladnoću; za usporedbu, Fairbanks, Aljaska ima prosječnu godišnju temperaturu od 2,9 °C. Migriranje od i do jugoistočne Australije bi bilo vrlo teško za malene dinosaure, poput Leaellynasaura, biljoždera velikog od 60 cm do 90 cm, jer je more na sjeveru blokiralo prolaz do toplijih geografskih širina. Primjerci kostiju Leaellynasaura i Timimusa, ornitomimida dugog oko 3,5 m i u kukovima visokog oko 1,5 m, pretpostavlja da su ova dva dinosaura imala različite načine preživljavanja hladnih i tamnih zima: primjerak Timimusa je imao znakove obustavljenog rasta, pa je stoga možda hibernirao; ali primjerak Leaellynasaura nije imao znakove obustavljenog rasta, pa je vjerojatno ostajao aktivan tijekom cijele zime.

### Dokazi za bihevioralnu termoregulaciju
Neki dinosauri, npr. Spinosaurus i Ouranosaurus, su na leđima imali "jedra" koja su podržavale bodlje koje su rasle iz kralježaka. (Ovo je bio slučaj i kod sinapsida Dimetrodona.) Takvi dinosauri su mogli koristiti jedra za:
- absorbiranje topline kada su im jedra bila pod pravim uglom od sunčevih zraka.
- gubljenje topline kada bi se okrenuli pravo ili od sunca, ili kada bi se našli u sjeni.

Međutim, vrlo mali dio dinosaura je imao jedro.
Jedna česta interpretacija ploča na leđima stegosaura je da su se koristile za razmjenu topline tijekom termoregulacije, jer su ploče ispujnene krvnim žilama koje bi teoretski mogle apsorbirati i rasipati toplinu.
 Ovo je možda funkcionisalo kod stegosaura s veličim pločama, poput Stegosaurusa, ali drugi stegosauri, poput Wuerhosaurusa, Tuojiangosaurusa i Kentrosaurusa, su imali manje ploče čija je površina teško mogla biti podobna za termoregulaciju. Nedavno je i sama ideja da su ploče stegosaura služile za termoregulaciju postala upitna.

### Zagonetka s krokodilima i metabolizam ranih arhosaura
Izgleda da su i prvi dinosauri imali osobine na kojima se temelji pretpostavka da su bili toplokrvni - a osobito uspravljeni udovi. Ovo postavlja pitanje "Kako su dinosauri postali toplokrvni?" Najočitiji mogući odgovori su:
- "Njihovi najbliži preci (arhosauri) su bili toplokrvni, a dinosauri su vrlo rano u svojoj evoluciji počeli razvijati toplokrvnost." Ovo bi ukazivalo na to da su dinosauri dosta razvili toplokrvnost u vrlo kratkom vremenu, u možda manje od 20 milijuna godina. Ali kod predaka sisavaca, evolucija toplokrvnosti izgleda da je zahtijevala mnogo više vremena, počevši s prvim oblikom nepca početkom sredine perma;[92] razvoj toplokrvnosti se nastavio sve do pojavljivanja dlaka prije oko 164 milijuna godina sredinom jure.[93]
- "Najbliži preci dinosaura (arhosauri) su bili barem jednim dijelom toplokrvni, a dinosauri su kasnije dalje evoluirali u tom smjeru." Ovaj odgovor postavlja dva problema: (A) Rana evolucija arhosaura je još uvijek vrlo slabo istražena - veliki broj primjeraka i vrsta je pronađen s početka trijasa, ali su samo dvije vrste pronađene u stijenama iz kasnog perma (Archosaurus rossicus i Protorosaurus speneri); (B) Krokodili su se razvili malo prije dinosaura i u bliskom su srodstvu s njima, ali su hladnokrvni (vidjeti dolje).

Krokodili predstavljaju zagonetku ako se smatra da su dinosauri bili atkivni i s konstantnom temperaturom tijela. Krokodili su evoluirali malo prije dinosaura i, nakon ptica, njihovi su najbliži srodnici - ali današnji krokodili su hladnokrvni. Na ovo se postavlja nekoliko pitanja:
- Ako su dinosauri velikim dijelom bili toplokrvni, kada i kojom brzinom je toplokrvnost evoluirala kod njih?
- Današnji krokodili su hladnokrvni, ali imaju nekoliko osobina povezanih s toplokrvnošću. Kako su dobili ove osobine?

Današnji krokodili su hladnokrvni, ali mogu hodati s uspravljenim udovima i imaju nekoliko osobina vezanih za toplokrvnost kako bi poboljšali opskrbu kisikom:
- četverodijelno srce. Sisavci i ptice imaju četverodijelna srca. Gmazovi koji nisu krokodili imaju trodijelna srca, koja su manje efikasna zato što omogućavaju oksidovanoj i deoksidovanoj krvi da se pomiješa i da se tako jedan dio deoksidirane krvi pošelj van umjesto u pluća. Srca današnjih krokodila su četverodijelna, ali manja u odnosu na veličinu tijela i rade pod manjim pritiskom nego kod sisavaca i ptica. Ona također imaju i prolaz pomoću kojeg srce funkcionira kao trodijelno pod vodom, i na taj se način očuvava kisik.[95]
- ošit, koji potpomaže disanje.
- nepce, koje omogućava hranjenje i disanje u isto vrijeme.
- mehanizam jetrenog klipa za napumpavanje pluća. Ovo je drugačije od mehanizma napumpavanja kod sisavaca i ptica, ali je slično ono za što neki znanstvenici tvrde da su našli kod nekih dinosaura.[19][21]

Zašto je prirodna selekcija bila naklonjena razvoju ovih osobina, koje su vrlo važne za aktivna toplokrvna bića, ali beskorisna za hladnokrvne vodene lovce iz zasjede koji provode većinu vremena plutajući u vodi ili ležeći na obali rijeke?
Tijekom kasnih 1980-ih bilo je predloženo da su krokodili u početku bili aktivni, toplokrvni grabežljivci i da su njihovi preci arhosauri bili također toplokrvni. Nedavno je istraga razvoja krokodila otkrila da embriji krokodila prvo razviju potpuno funkcionalna četverodijelna srca, a tek onda modifikacije koje čine da njihovo srce radi kao trodijelno pod vodom. Uz princip da ontogenija pobjeđuje filogeniju, istraživači su zaključili da su prvi krokodili imali četverodijelna srca i da su time bili toplokrvni, a tek kasnije razvili trodijelno srce kako su postajali vodeni grabežljivci iz zasjede.
Još novija istraživanja kostiju arhosaura i njihove implikacije za stopu rasta također pretpostavljaju da su rani arhosauri imali prilično visoku metaboličku stopu i da su trijaski preci krokodila prešli na tipičniju gmazovsku metaboličku stopu.
Ako je ovakav pogleda točan, razvoj toplokrvnosti kod arhosaura (koji je dostigao svoj vrhunac kod dinosaura) i kod sisavaca bi zahtijevao sličnu količinu vremena. Također bi bio u skladu s fosilnim dokazima:
- Najraniji krokodili, npr. Terrestrisuchus, su bili vitki, dugonogi kopneni grabežljivci.
- Uspravni udovi su se pojavili rano u evoluciji arhosaura, a oni kod pripadnika Rauisuchia su bili vrlo slabo prilagođeni bilo kakvoj drugoj poziciji.[98]